# Streets of Rage 2
Streets of Rage 2 (jap. ベア・ナックルII 死闘への鎮魂歌 Bare Knuckle II: Shitō e no Chinkonka) ist ein vom Entwicklerstudio Sega für Sega Mega Drive, Sega Game Gear und Sega Master System entwickeltes Beat ’em up. Es ist der zweite Teil der Streets-of-Rage-Reihe.

## Spielprinzip
Wie das Vorgängerspiel ist Streets of Rage 2 ein Side-Scrolling-Beat-Em-Up, bei dem ein oder zwei Spieler gegen Wellen von Feinden kämpfen und dabei Waffen und Gegenstände einsammelt. Die Grafik und Sound wurden jedoch entscheidend verbessert, und der Umfang des Spiels (Segas erstes 16-Megabit-Modul überhaupt) wurde wesentlich erweitert, jede Stage verfügte nun über zahlreiche Teilabschnitte. Neben den wiederkehrenden Charakteren Axel Stone und Blaze Fielding gibt es im Spiel auch neue Charaktere, wie Max Thunder und Eddie „Skate“ Hunter (in der japanischen Veröffentlichung als Sammy Hunter bekannt). Alle vier Charaktere verfügten nun über ansprechende und vielfältige Animationsphasen, die Gegnerschar wurde dramatisch aufgestockt, und der Schwierigkeitsgrad fiel im Gegensatz zum Erstling etwas moderater aus.
Zusätzlich zu den Standardangriffen, die gegenüber dem vorherigen Spiel erweitert wurden, kann jeder Charakter einen einzigartigen Blitzangriff ausführen, indem er vor dem Angriff zweimal auf eine Richtung tippt. Jeder Charakter ersetzt den Polizeiauto-Angriff aus dem vorherigen Spiel und kann Spezialangriffe ausführen, die auf Kosten der Gesundheit des Spielers zusätzlichen Schaden verursachen oder Feinde aus allen Richtungen angreifen können. Weiterhin hatte jeder Gegner nun eine eigene Lebensenergie-Anzeige, ein Charakter-Icon und eine genaue Namensbezeichnung, die in den verschiedenen Fassungen (PAL/JAP/US) variierten.
Neben der Hauptkampagne können zwei Spieler auch im Duellmodus des Spiels gegeneinander kämpfen. In der inoffiziellen Beta-Version des Spiels (Bare Knuckle 2) waren noch zahlreiche Moves vertreten, die es letztendlich nicht ins endgültige Spiel geschafft haben und frappierend an Street Fighter II erinnerten. So verfügte Axel ursprünglich noch über einen klassischen Uppercut und den Hurricane Kick der Street-Fighter-Ikonen Ryu und Ken.

## Veröffentlichung
Das Spiel erschien 1992 für das Sega Mega Drive. 1993 wurde es für den Game Gear und Sega Master System umgesetzt. Aufgrund der großen Popularität des Titels wurde er später in diverse Spielesammlungen für die Konsolen übernommen. Zudem wurde der zweite Teil der Serie am 2007 auf der Virtual Console der Wii veröffentlicht. Am 29. August 2007 erschien es ebenfalls für die Xbox 360, zum Preis von 5 €, als Download bei Live Arcade. Es folgte eine Veröffentlichung für PlayStation 3 im PlayStation Store am 4. Juni 2011. Zudem wurde eine Nintendo 3DS-Version mit dem Namen 3D Streets of Rage 2 als Teil der 3D Classics-Reihe 2015 veröffentlicht.

## Rezeption
Bei der Veröffentlichung erhielt „Streets of Rage 2“ sehr gute Kritiken. In den Vereinigten Staaten vergab „GamePro“ 5 von 5 Punkten. „Mega Play“ gab dem Spiel eine Punktzahl von 164/200 und sagte, dass es „definitiv eines der besten Spiele für das Mega Drive“ ist. Kritisiert wurde die Spezialangriffe, da das Spiel dadurch einfacher gemacht wird.